# Дракула (фильм, 1979)
«Дракула» (англ. Dracula) — американо-британский фильм ужасов. Экранизация одноимённого романа Брэма Стокера и пьесы 1924 года. Сыгравший роль Дракулы Фрэнк Ланджелла на момент съёмок фильма играл эту же роль в бродвейской постановке.

## Сюжет
Тэглайн: «Во все времена он наполнял сердца мужчин ужасом, а сердца женщин — желанием».
Граф Дракула прибывает из Трансильвании в Англию на судне «Деметер». Мина Ван Хельсинг обнаруживает Дракулу лежащим на берегу, после того, как его судно разбилось о скалы. Доктор Джек Сьюард, который руководит находящейся неподалёку лечебницей для душевнобольных, приглашает графа в гости в свой дом, где живут Мина и дочь доктора Люси, подруга Мины. Очаровательный гость производит незабываемое впечатление на хозяев, за исключением Джонатана Харкера, жениха Люси.
Ночью Дракула нападает на Мину и выпивает её кровь. На следующий день Мина умирает, а Люси обнаруживает раны на её шее.
Доктор Сьюард не может найти причин смерти Мины и вызывает её отца, профессора Ван Хельсинга, который начинает подозревать, что дочь убил вампир. Сьюард и Ван Хельсинг обследуют гроб Мины и обнаруживают туннель, следуя по нему, они сталкиваются с не-мёртвой Миной и убивают её.
Люси приезжает в новый дом Дракулы, аббатство Карфакс, и сама предлагает графу стать его невестой. Сьюард и Ван Хельсинг пытаются предотвратить превращение Люси, делают ей переливание крови. Вместе с Джонатаном они пытаются найти гроб Дракулы, чтобы уничтожить его и спасти тем самым Люси, но Дракуле удаётся ускользнуть от них и освободить возлюбленную.
Харкер и Ван Хельсинг садятся на судно, которое везет Дракулу и Люси в Румынию. Им удается обнаружить гроб с вампирами, Дракула просыпается и в борьбе смертельно ранит Ван Хельсинга, хотя тот и успевает воткнуть в графа крюк, от которого тянется верёвка. Харкер, пользуясь верёвкой, вытаскивает Дракулу на дневной свет, который сжигает вампира.
Люси обращается за поддержкой к Джонатану, но тот отвергает её. Финал фильма оставляет возможность предположить, что Дракула не умер, а Люси ждёт от него ребёнка.

## В ролях
- Фрэнк Ланджелла — граф Дракула
- Лоренс Оливье — Абрахам Ван Хельсинг
- Дональд Плезенс — доктор Джек Сьюард
- Кейт Неллиган — Люси Сьюард
- Тревор Ив — Джонатан Харкер
- Джен Френсис — Мина Ван Хельсинг
- Тони Хайгарт — Мило Ренфилд

## Награды и номинации
- 1979 — Премия «Сатурн» в номинации «Лучший фильм ужасов».

1. 1 2  http://www.imdb.com/title/tt0079073/
2. ↑  https://filmow.com/dracula-t9264/